# Megastethodon basiflavus
Megastethodon basiflavus är en insektsart som beskrevs av Victor Lallemand och Synave 1955. Megastethodon basiflavus ingår i släktet Megastethodon och familjen spottstritar. Inga underarter finns listade i Catalogue of Life.